# باغ خونی (بختگان)
باغ خونی یک روستا در ایران است که در دهستان حنا (بختگان) واقع شده‌است. باغ خونی ۶ نفر جمعیت دارد.